# Лейонстедт, Андерс
Лейонстедт, Андерс (швед. Anders Leijonstedt; 1649, Уппсала — 10 октября 1725, Стокгольм) — шведский дипломат и политический деятель, граф, младший брат королевского советника Якоба Юлленборга.
Родился в семье аптекаря Симона Волимгауза и Хелены Нильсдоттер. Получил образование в Уппсальском университете. После завершения обучения совершил заграничную поездку, а по возвращении в Швецию в 1683 г. поступил на службу в Банк государственных сословий в чине секретаря. В 1686 г. получил дворянство и взял фамилию Лейонстедт.
С 1694 г. присутствовал на совещаниях Королевской канцелярии. С 1696 г. директор исполнительной комиссии Редукционной коллегии. В 1698 г. был направлен экстраординарным посланником в Бранденбург, где ему удалось уладить спор относительно границы между Задней и Передней Померанией, который тянулся ещё со времён Вестфальского мира.
В 1701 г. назначен надворным советником королевы-матери Хедвиги Элеоноры, а в 1703 г. вновь отправился посланником в Берлин, где ему среди прочего удалось добиться изгнания из прусских земель Диппеля, осмеивавшего королевские эдикты против пиетистов, сожжения его сочинений и запрета их продажи под угрозой штрафа в 1 тыс. рейхсталеров. После отзыва на родину в 1710 г. стал канцелярским советником.
В 1714 г. был назначен верховным омбудсменом. С 1716 г. — барон. После смерти во время риксдага 1719 г. барона Пера Риббинга был 15 апреля избран лантмаршалом. В том же году стал членом риксрода и президентом Камер-Ревизии, а также получил титул графа.
Умер 10 октября 1725 г. в Стокгольме. Похоронен в церкви Святого Николая в Стокгольме.
Был женат на дочери барона Улофа Тегнера Марии Катарине. После себя оставил двух сыновей и дочь.